# Limosa
Limosa (kobbersnepper) er en slægt af vadefugle. Slægten omfatter 4 arter i verden, hvoraf lille kobbersneppe (Limosa lapponica) og stor kobbersneppe (Limosa limosa) forekommer i Danmark som henholdsvis trækgæst og ynglefugl. Desuden har canadisk kobbersneppe (Limosa haemastica) været gæst en enkelt gang. Navnet Limosa kommer af det latinske ord limus = 'mudder'
.

## Arter
De fire arter i slægten:
- Stor kobbersneppe (Limosa limosa)
- Lille kobbersneppe (Limosa lapponica)
- Canadisk kobbersneppe (Limosa haemastica)
- Præriekobbersneppe (Limosa fedoa)